# Fasdiagram

Ett typiskt fasdiagram för ett rent ämne. Axlarna avser temperatur och tryck.

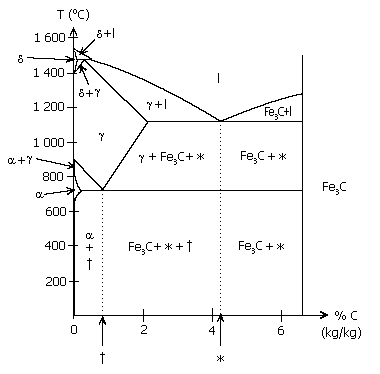
Ett binärt fasdiagram för systemet järn-kol. Axlarna avser andelen kol och temperaturen.

Fasdiagram visar övergångar mellan olika faser, till exempel olika aggregationstillstånd, för olika rena ämnen eller blandningar.
Olika former av fasdiagram förekommer, med olika storheter på axlarna. Några av de vanligaste typerna är:
- Fasdiagram för rena ämnen. Visar förekomst av olika faser som funktion av två termodynamiska variabler, vanligen temperatur och tryck.
- Binära fasdiagram, för binära system bestående av två komponenter. Visar förekomst av olika faser som funktion av sammansättning och en termodynamisk variabel, ofta temperatur.
- Ternära fasdiagram, för ternära system bestående av tre komponenter. Visar förekomst av olika faser som funktion av två sammansättningsvariabler, då övriga termodynamiska variabler såsom temperatur är konstanta. Ternära fasdiagram ritas vanligen i triangulär form.

I exempelvis metallurgi visar binära fasdiagram fasfördelningen för olika legeringar vid varierande temperaturer. Alla fasdiagram förutsätter en fullständig koncentrationsutjämning.